# Huerta de Valdecarábanos
Huerta de Valdecarábanos ist eine zentralspanische Gemeinde mit 1.771 Einwohnern (Stand: 2024) in der Provinz Toledo der Region Kastilien-La Mancha. 

## Lage und Klima
Huerta de Valdecarábanos liegt im Norden der historischen Landschaft der La Mancha ca. 32 km (Fahrtstrecke) östlich der Stadt Toledo in einer Höhe von ca. 620 m. 
Das Klima im Winter ist rau, im Sommer dagegen trocken und warm; der spärliche Regen (ca. 417 mm/Jahr) fällt überwiegend in den Wintermonaten.

## Bevölkerungsentwicklung
| Jahr      | 1970 | 1981 | 1991 | 2001 | 2011 | 2021 |
| Einwohner | 1991 | 1792 | 1717 | 1684 | 1952 | 1683 |

## Sehenswürdigkeiten
- Burgruine La Huerta
- Nikolauskirche (Iglesia de San Nicolás de Bari)
- Marienkapelle (Ermita de la Virgen del Rosario de Pastores)

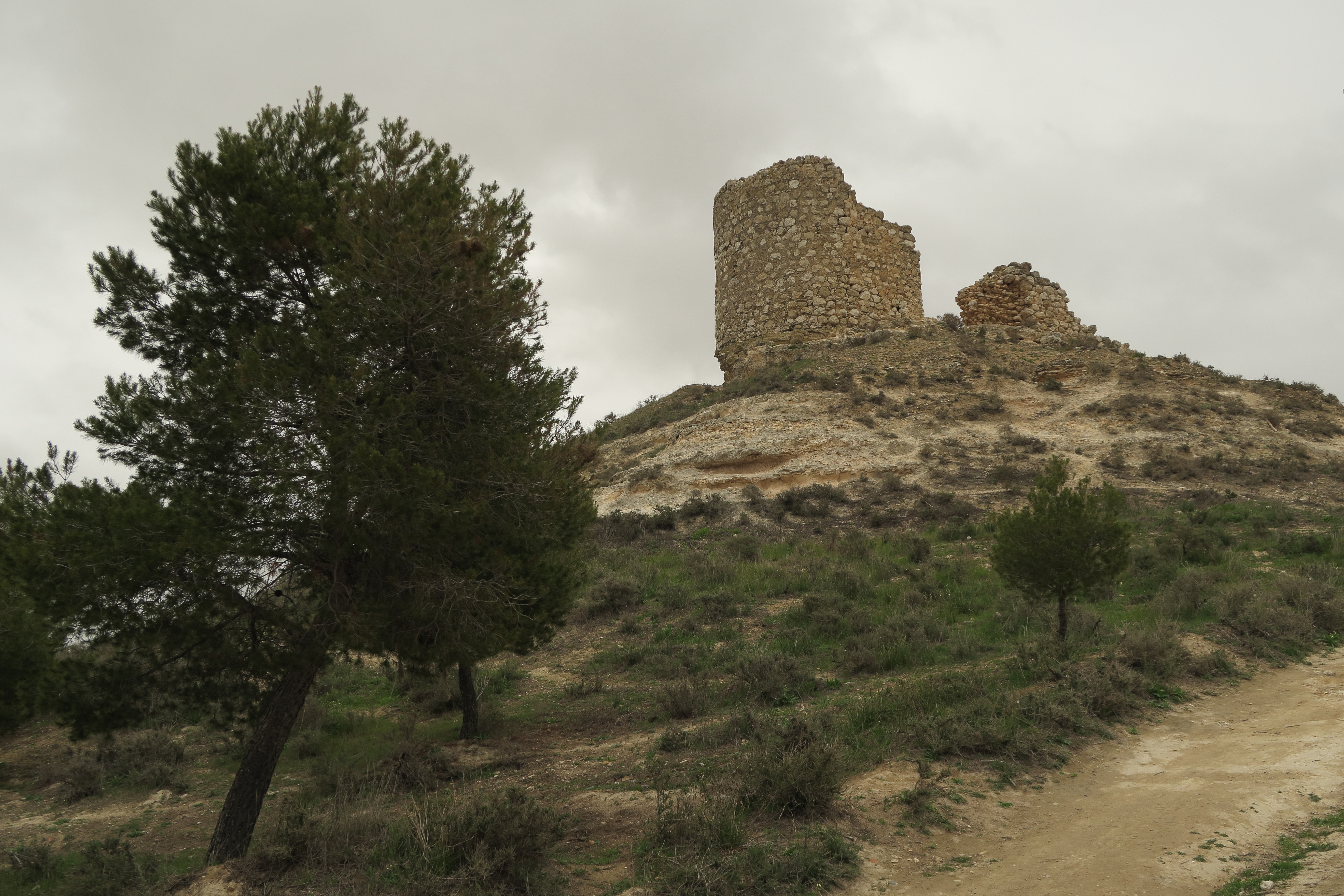
Burgruine La Huerta
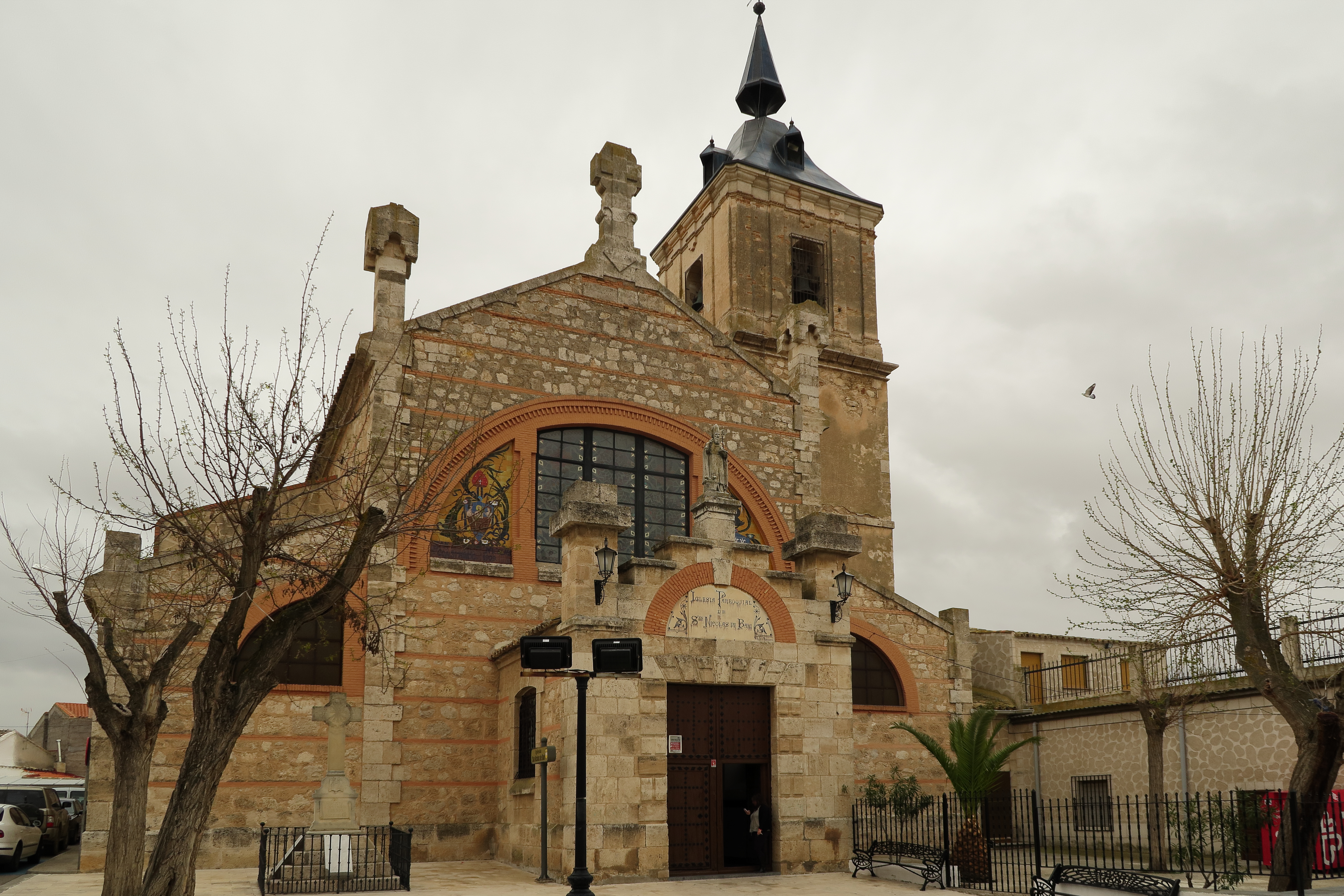
Nikolauskirche
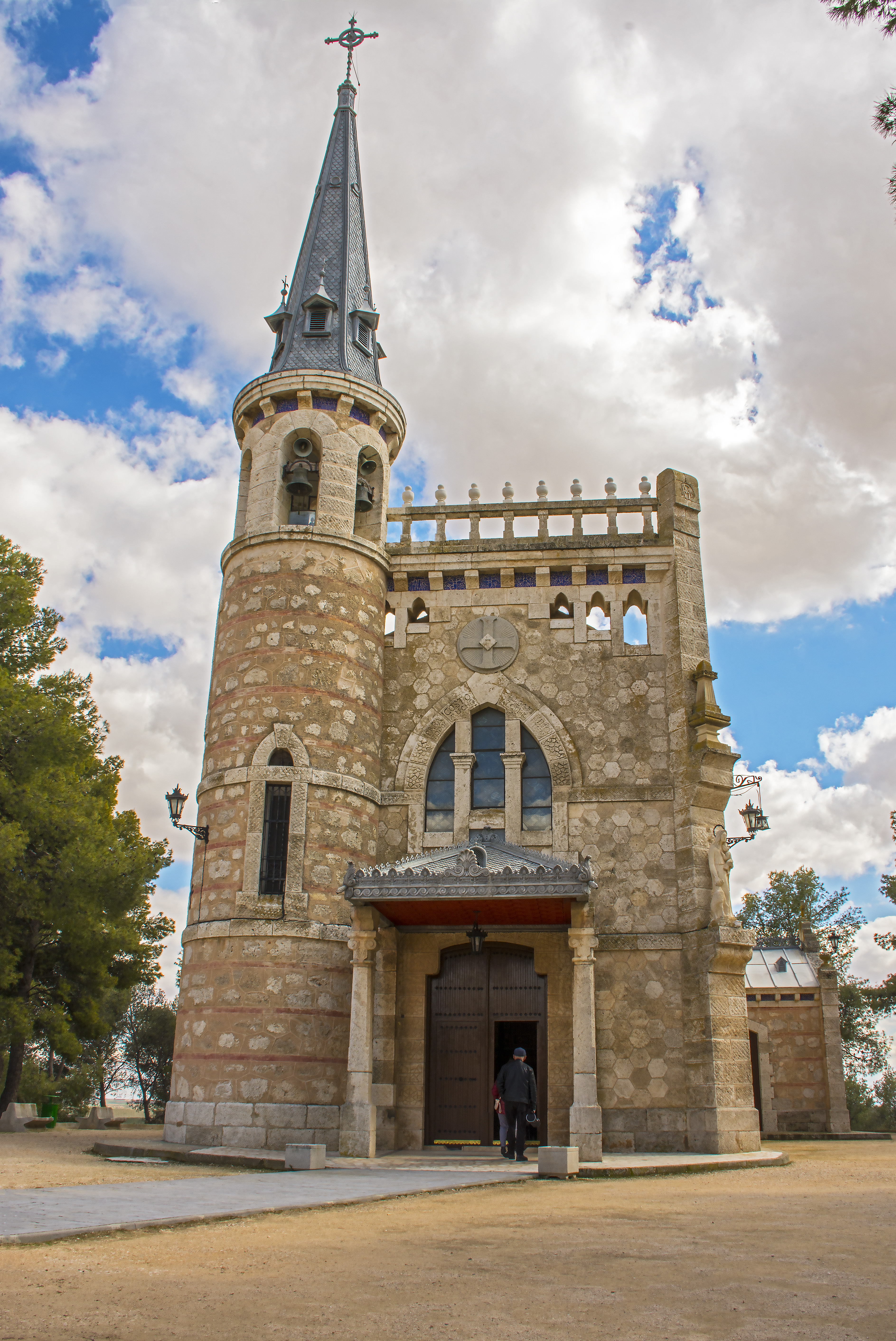
Marienkapelle